# Åbyån, Södermanland

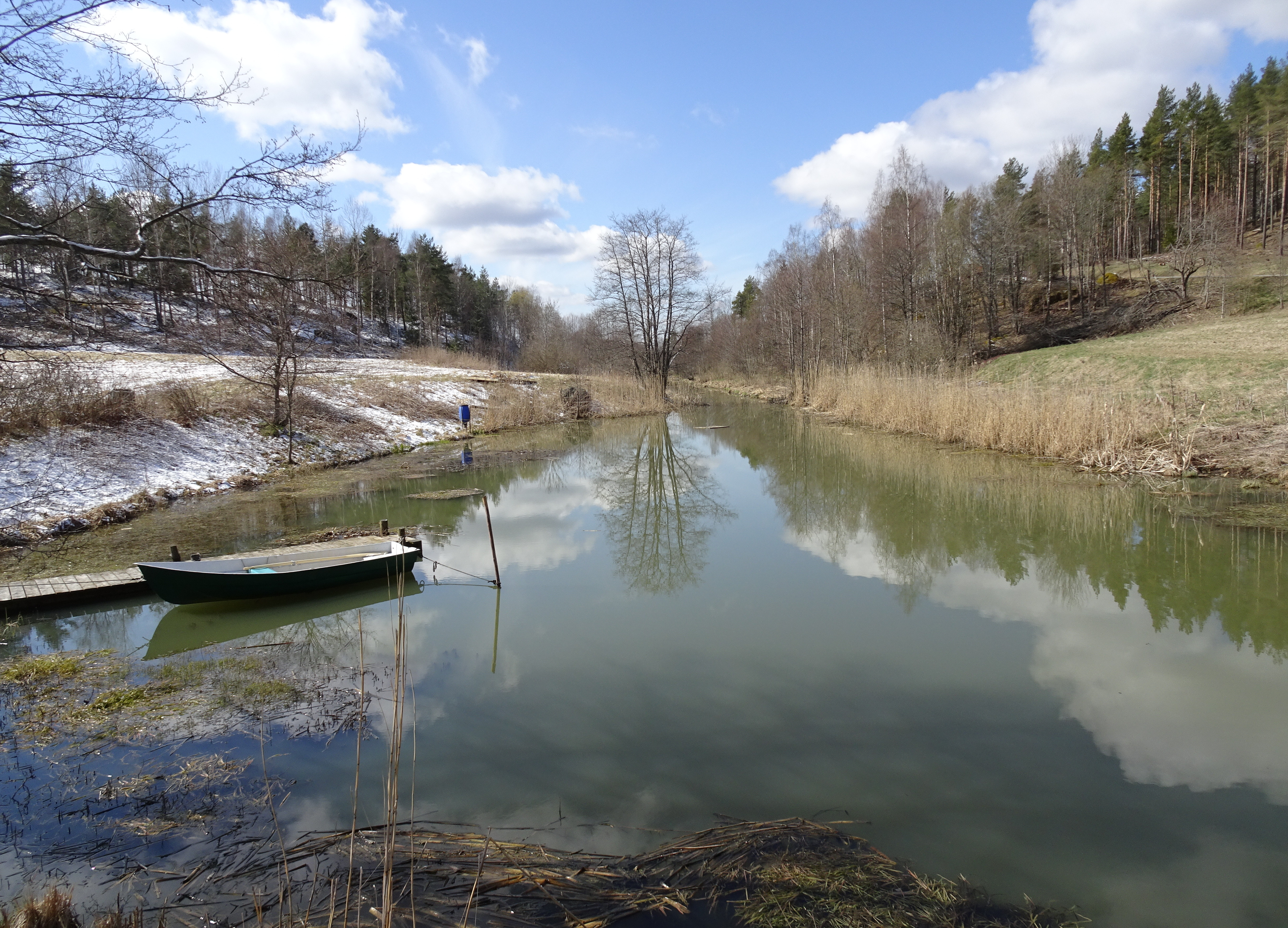
Åbyån, här uppdämd till kvarndammen, vy västerut vid Åby kvarn, 2017.

Åbyån är ett vattendrag i Hölö socken, Södertälje kommun. Ån är två kilometer lång och avvattnar Kyrksjön till Stavbofjärden. 

## Beskrivning
Åbyån börjar i Kyrksjön strax norr om Hölö kyrka och rinner sedan österut i en dalgång som är en rest av en förhistorisk havsvik av nuvarande Östersjön. Åns vattenkraft har nyttjats troligen sedan 1600-talet. Där nuvarande länsvägen AB 519 passerar ån byggdes en damm och anlades en mjöl- och en sågkvarn, som kallades Åby kvarn. Ån har miljöproblem i form av övergödning som härrör från kringliggande jordbruk.